# El Coyotepe erőd
A Nicaraguában található El Coyotepe nevű erőd katonai létesítmény, később börtön volt, ma turisztikai látványosságként szolgál.

## Története
Az erőd építését José Santos Zelaya rendelte el 1893-ban azzal a céllal, hogy védelmet tudjon nyújtani Masaya városának az akkoriban zajló polgárháború során. 1912 októberében, egy hónappal az amerikai partraszállás után Benjamín Zeledón rendezkedett be az erődben, végül a tábornok az amerikaiak ellen vívott csatában esett el a közelben, Diriá és Nandaime között. Holttestét az utcákon mutatták be az embereknek, akikben emiatt csak nőtt a felháborodás.
1966-ban René Schick kormánya a nicaraguai cserkészeknek adta az épületet, de később Anastasio Somoza Debayle vette birtokba, és börtönné alakította, ahol többek között politikai foglyokat őriztek. 1983 óta ismét ifjúsági szervezetek tulajdonában áll, a 2010-es években például ismét a cserkészeké volt, de egyúttal turisztikai látványosságként is működött: ebben az időszakban havonta mintegy 600 látogatót vonzott, akiknek nagyjából ötöde külföldi volt.

## Leírás
Az erőd Nicaragua középpontjától nyugatra, a Nicaragua-tó és a Managua-tó között, Managuától délkeletre, Masaya város északi részén található egy nagyjából 300 méteres tengerszint feletti magasságú hegy tetején. Délnyugati irányból a főútról leágazva egy körülbelül 800 méteres aszfaltozott úton lehet feljutni a szabálytalan négyszögletű, sarkain bástyatornyokkal ellátott erődhöz, ahonnan szinte minden irányba jó kilátás nyílik: az északi oldalon található toronyból Managua városa és a Masaya tűzhányó látszik, a háttérben a Chiltepe-félszigettel, az Apoyeque vulkánnal és a Managua-tóval, a keleti sarokból a malacatoyai síkságra, a tismai tavakra és részben a Nicaragua-tóra, délről a Csontál-hegységre, nyugatról pedig Masaya városára tárul elő a kilátás.
Az erőd főbejárata nyugaton nyílik: ez az ívelt nyugati fal a leghosszabb a négy falszakasz közül. Benne két szinten találhatók a börtöncellák: az első szinten 25 a köztörvényes bűnözők számára, a második szinten pedig 13, ahol a politikai foglyokat tartották fogva, nem ritkán meg is kínozva őket. A középső kupola alatt, ahol egykor a Nemzeti Gárda irodája volt, ma a nemzeti hős, Benjamín Zeledón emlékmúzeuma található.

## Képek

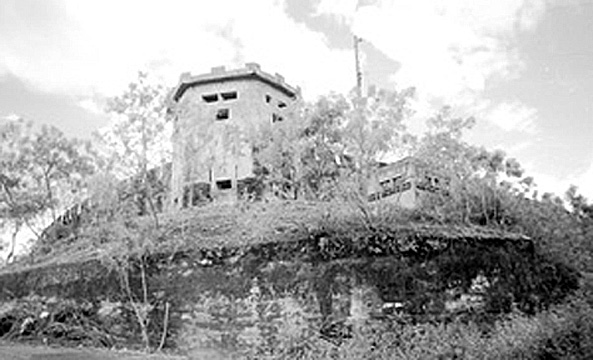
1912 körül
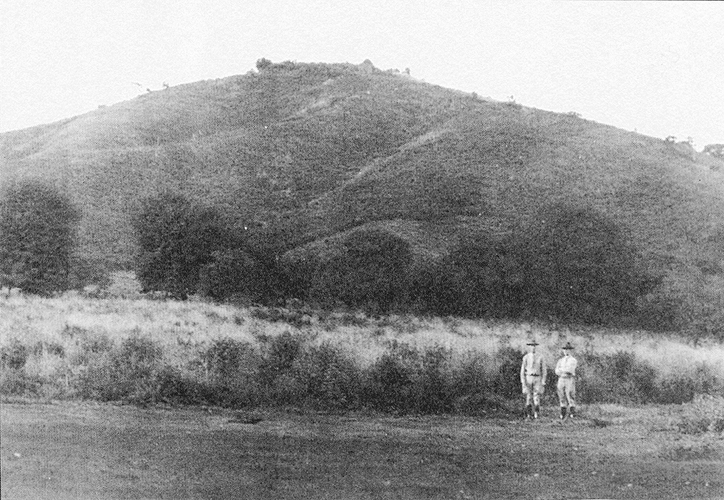
A hegy és az erőd 1912 körül
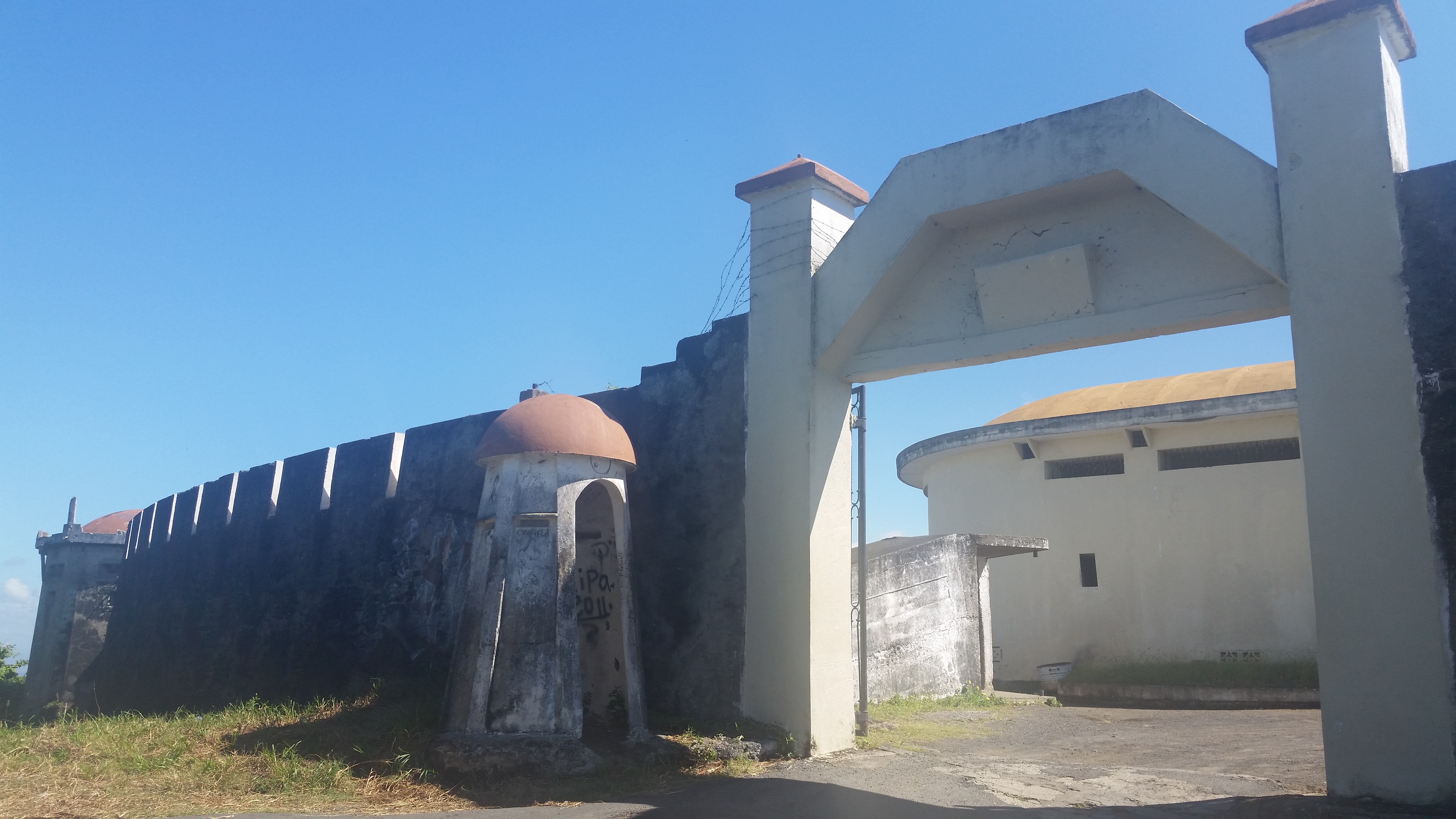
Bejárat
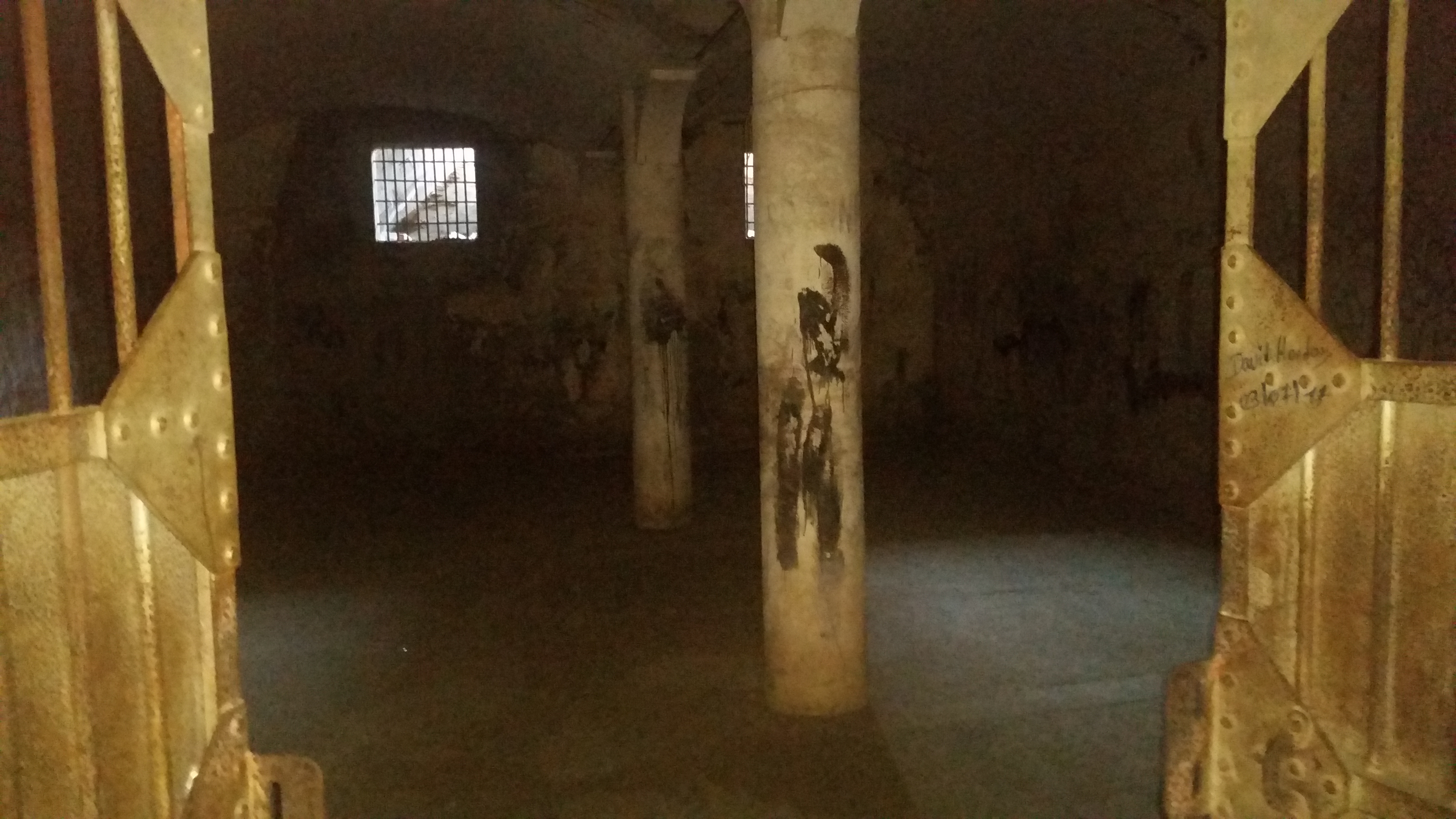
Börtön az épületben